# Second Flight: Live at the Z7
Second Flight: Live at the Z7 è il secondo album dal vivo del supergruppo statunitense Flying Colors, pubblicato il 13 novembre 2015 dalla Mascot Label Group.

## Descrizione
Contiene la registrazione del concerto tenuto dal gruppo in Svizzera nel 2014, l'ottavo in promozione al secondo album in studio Second Nature.
Nella scaletta, oltre ad essere stati proposti alcuni brani dei due album in studio dei Flying Colors, è presente anche una reinterpretazione di Colder Months, brano degli Alpha Rev, gruppo del quale fa parte il frontman Casey McPherson.

## Tracce
Testi e musiche dei Flying Colors, eccetto dove indicato.

### CD
CD 1
1. Overture – 1:28
2. Open Up Your Eyes – 12:16
3. Bombs Away – 4:57
4. Kayla – 5:19
5. Shoulda Coulda Woulda – 5:18
6. The Fury of My Love – 5:34
7. A Place in Your World – 6:05
8. Forever in a Daze – 4:22

CD 2
1. One Love Forever – 7:22
2. Colder Months – 3:48 (Casey McPherson) – originariamente interpretata dagli Alpha Rev
3. Peaceful Harbor – 6:43
4. The Storm – 5:09
5. Cosmic Symphony – 12:35
6. Mask Machine – 7:03
7. Infinite Fire – 12:47

### DVD/BD
1. Overture – 1:28
2. Open Up Your Eyes
3. Bombs Away
4. Kayla
5. Shoulda Coulda Woulda
6. The Fury of My Love
7. A Place in Your World
8. Forever in a Daze
9. One Love Forever
10. Colder Months (Casey McPherson) – originariamente interpretata dagli Alpha Rev
11. Peaceful Harbor
12. The Storm
13. Cosmic Symphony
14. Mask Machine
15. Infinite Fire

Extra
1. Kayla (Music Video)
2. Mask Machine (Music Video)
3. The Fury of My Love (Music Video)
4. A Place in Your World (Music Video)

## Formazione
- Casey McPherson – voce, chitarra ritmica
- Steve Morse – chitarra solista
- Dave LaRue – basso
- Neal Morse – tastiera, voce
- Mike Portnoy – batteria, voce

## Classifiche
| Classifica (2015) | Posizione massima |
| ----------------- | ----------------- |
| Germania          | 58                |
| Paesi Bassi       | 12                |